# Chiesa del Santissimo Nome di Maria (Roma)
La chiesa del Santissimo Nome di Maria è una chiesa di Roma, nel quartiere Appio-Latino, in via Centuripe.

## Storia
È stata costruita su progetto di Aldo Ortolani e terminata nel 1980; è stata consacrata il 4 aprile 1981.
La chiesa è sede parrocchiale, eretta il 1º aprile 1963 con il decreto del cardinale vicario Clemente Micara Quo uberius ed affidata ai sacerdoti della Società di Maria (Marianisti). Dal 1985 è sede del titolo cardinalizio del “Santissimo Nome di Maria a Via Latina”.

## Descrizione

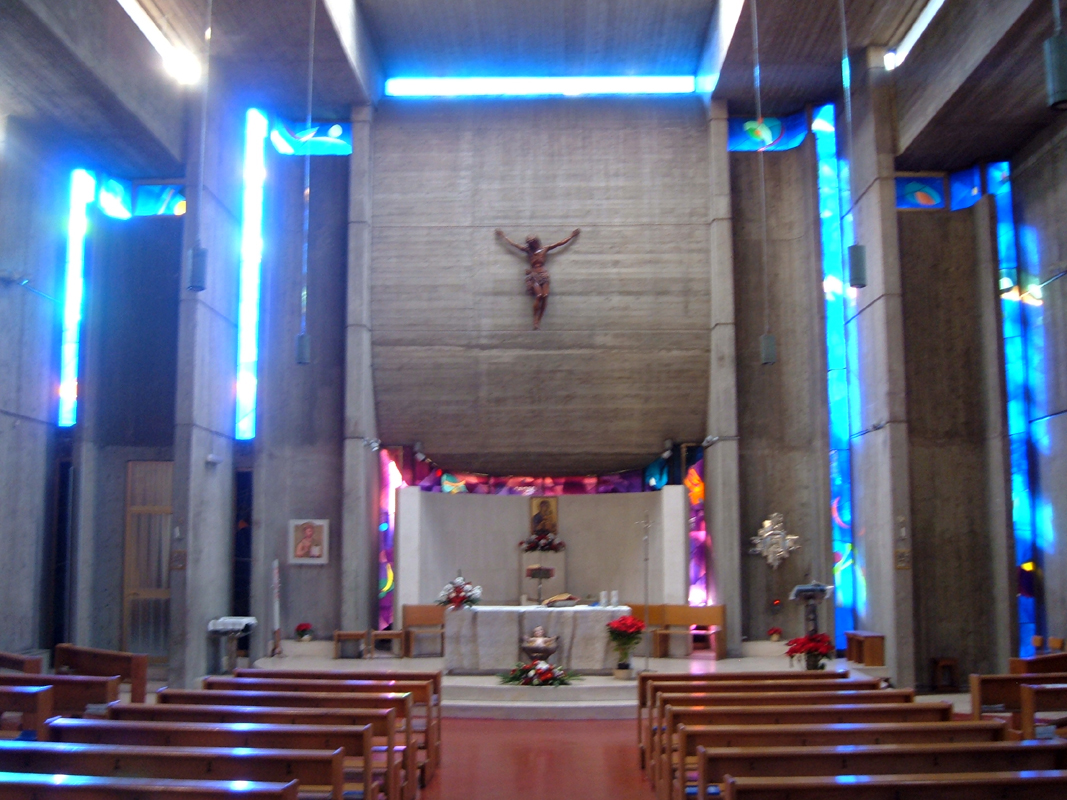
L'interno della chiesa.

È completamente in cemento armato a vista. L'interno della chiesa è costituito da una vasta aula, con due cappelle laterali, con vetrate policrome a disegno astratto. La chiesa ospita due statue devozionali di sant'Antonio e della Madonna del Pilar. Notevole l'organo, sopra le porte d'entrata, costruito nel 1979.